# Размер полового члена человека
Размер полового члена — характеристика полового члена по длине и ширине.
Правильным признаётся измерение длины полового члена — у стоящего прямо индивида наложением линейки сверху на полностью эрегированный член, ширины — в самой широкой части члена. Документально подтверждённым самым большим членом считается пенис длиной 33,5 см и 15 см в обхвате, который был описан в начале ΧΧ столетия. По данным ряда исследований, средняя длина полового члена составляет около 12—15 см. И хотя вопрос о предпочтениях женщин является спорным, во все времена вопросу увеличения размеров полового члена уделялось особое внимание.

## Измерение полового члена мужчины
Для того, чтобы провести точное измерение, половой член должен быть в состоянии полной эрекции. Возможно, что в условиях медицинского учреждения этого трудно будет достичь. По крайней мере, один бразильский врач для вызова полной эрекции прибегал к введению в половые члены медикаментов, что давало более постоянные результаты.
Некоторые клиницисты измеряли половой член путём растягивания его в невозбуждённом состоянии насколько это было возможно. Размеры, полученные мужчинами при самостоятельном измерении своих половых членов, ненадёжны, потому что они часто хотят сообщить о бо́льших размерах члена.
Для проведения наиболее точных измерений размера полового члена индивида рекомендуют выполнить несколько измерений в разные дни и в разное время, предпочтительно при разной эрекции. После этого полученные результаты усредняют. Такой подход учитывает то, что может быть естественным колебанием в размере, обусловленное уровнем полового возбуждения, временем дня, температурой в помещении, частотой половой активности и ненадёжностью способов измерения.

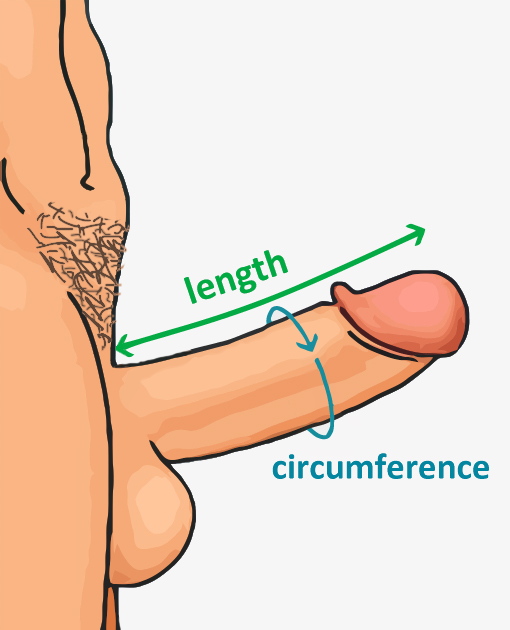
Измерение длины (сверху) и окружности полового члена

Длину можно измерить у стоящего индивида, когда половой член находится параллельно полу. Половой член измеряют по верхней поверхности от лобковой кости до его конца. Результаты признают неточными, если измерения проводились вдоль нижней поверхности полового члена, а также если индивид сидел или был наклонён. Измерение, проведённое от кожи лобка, дает лишь визуальную длину члена и не является точным, так как жир очень эластичен.
Половой член в обхвате — это измерение окружности полового члена в самой широкой его части, в состоянии полной эрекции. Головка члена в измерении не участвует.

## Результаты исследований размеров половых членов мужчин
В 2015 году была опубликована одна из наиболее обширных медицинских статей по данной тематике, которая систематизировала предыдущие исследования — по её результатам, средние размеры полового члена в спокойном, вытянутом не эрегированном и эрегированном состояниях равны 9,16 см, 13,24 см и 13,12 см соответственно. Методика измерений включённых в статью исследований — измерение размеров эрегированного полового члена путём вдавливания линейки «до кости», для устранения влияния жировой прослойки в области паха; измерение размеров члена в спокойном и вытянутом состояниях производилось от основания полового члена. Полученные значения в целом совпадают с результатами предыдущих исследований из разных стран — средний размер полового члена по данным исследования, опубликованного в Journal of Urology в 1998 году, составляет 12,9 см; исследование, опубликованное в декабре 2000 года в International Journal of Impotence Research, провело измерения среди 50 мужчин еврейской национальности и установило, что средний размер полового члена составляет 13,6 см; опубликованное в том же журнале исследование индийских учёных даёт следующие результаты — размеры полового члена в спокойном, вытянутом и эрегированном состоянии составляют в среднем 8,21 см, 10,88 см и 13,01 см; свежее исследование из Южной Кореи, опубликованное в 2016 году в Canadian Urological Association Journal, установило, что средний размер полового члена у корейских мужчин составляет 13,53 см.
В то же время существует значительное количество малодостоверных исследований, в которых отсутствует чёткая информация о методологии измерений, а также используется информация из непроверенных источников или информация из них искажается.
Хотя полученные в исследованиях результаты заметно варьируются, большинство специалистов в США сходятся на том, что средний половой член мужчины приблизительно равен 13-15 см (5,1-5,9 дюйма) в длину. При доверительной вероятности 95 % это равно от 10,7 до 19,1 см (от 4,23 до 7,53 дюйма). Типичный обхват или окружность в состоянии полной эрекции приблизительно равны 12,3 см (4,85 дюйма). Средний размер полового члена мужчины слегка больше, чем его медианный размер. Нижеследующие результаты основаны на измерениях, которые проводились главным образом в США.

### Размер полового члена новорождённых, подростков и при старении

Распределение длин в дюймах по данным LifeStyles

График процентилей по данным LifeStyles о длинах

Распределение окружностей в дюймах по данным LifeStyles

График процентилей по данным LifeStyles об окружностях

Новорождённые. Средняя длина растянутого полового члена при рождении составляет приблизительно 4 см (1,6 дюйма), у 90 % новорождённых мальчиков будет между 2,4 и 5,5 см (0,9 и 2,2 дюйма). Ограниченный рост полового члена происходит в промежуток между рождением и пятью годами, а между пятью годами и половым созреванием наблюдается совсем небольшой рост. Средний размер полового члена в начале полового созревания равен 6 см (2,4 дюйма), при достижении взрослого размера в течение последующих лет. В 1943 году В. А. Шонфельд опубликовал кривую роста полового члена.
Подростки. До начала полового созревания размер пениса и форма полового члена меняются незначительно. Начинается этот период у каждого по-разному — у некоторых раньше, у некоторых немного позже.
В приведённой ниже таблице указаны размеры полового члена в зависимости от возраста и роста:
| Возраст                          | 11     | 12     | 13     | 14     | 15     | 16     | 17     | 18      |
| Рост (см)                        | 142 ±6 | 147 ±7 | 152 ±8 | 160 ±8 | 167 ±8 | 171 ±8 | 173 ±6 | 175 ±6  |
| Размер спокойного полового члена | 4 ±1   | 5 ±1   | 6 ±1   | 7 ±1   | 7 ±1   | 8 ±1,5 | 9 ±1,5 | 10 ±1,5 |

Размер эрегированного полового члена у подростков в зависимости от возраста:
| Возраст                   | 12 | 13 | 14 | 15   | 16   | 17   | 18   | 19   |
| Длина полового члена (см) | 7  | 8  | 9  | 14,5 | 15,0 | 15,5 | 15,0 | 15,0 |

Рост полового члена в среднем идёт до 17 лет. В 17 лет половой член достигает максимальной длины, которая потом немного уменьшится.
К 18 годам, при утолщении полового члена, его длина в среднем уменьшается на 0,5 см.
В таблице показаны изменения толщины полового члена:
| Возраст                   | 12  | 13  | 14   | 15   | 16   | 17   | 18   | 19   |
| Половой член в охвате(см) | 7,6 | 9,9 | 10,3 | 10,7 | 11,0 | 11,5 | 12,0 | 12,0 |

В подростковом периоде возникают также и изгибы полового члена. Лишь у немногих мальчиков наблюдаются изгибы полового члена до начала полового созревания. У большей части подростков эрегированный половой член прямой (56 %), и только у 2,6 % он сильно выгнут (более чем на 20°).
| Прямой                   | 55,5 % |
| Небольшой изгиб вправо   | 29,1 % |
| Небольшой изгиб влево    | 12,8 % |
| Сильный изгиб, более 20° | 2,6 %  |

Размер полового члена при старении. Существует мнение, что размер полового члена отрицательно коррелирует с возрастом мужчины. «Отдельные исследования показали, что размер полового члена меньше у более старших мужчин, но Вили и Эрдли, когда сопоставили результаты разных исследований (за период более 60 лет), не отметили общего различия».

### Длина полового члена мужчины в состоянии эрекции
Длина при самоизмерении. В нескольких научных исследованиях выясняли длину полового члена в состоянии эрекции. Исследования, которые основывались на самоизмерении, включая исследования по результатам опросов в интернете, устойчиво показывали бо́льшую среднюю длину, чем та, которая получена при использовании медицинских и научных методов.
Длина, измеренная медицинским персоналом. Следующие исследования выполнены штатными сотрудниками, но основаны на разных подгруппах мужчин (то есть определённого возрастного диапазона и/или расы, подгруппы лиц, желающих увеличить размер члена или по собственному отбору), поэтому могли быть подвержены необъективным отборам выборки.
Исследование, опубликованное в сентябрьском номере 1996 года Журнала урологии, пришло к заключению, что средняя длина полового члена в состоянии эрекции равна 12,9 см (5,08 дюйма) (при измерении штатными сотрудниками). Цель этого исследования состояла в «предоставлении руководящих указаний по длине полового члена и его окружности для помощи при даче медицинских советов мужчинам, рассматривающим вопрос об увеличении размера полового члена». У 80 физически нормальных американцев при среднем возрасте 54 года вызвали эрекцию с помощью медикаментов. Сделали вывод: «Ни возраст мужчины, ни размер его полового члена в спокойном состоянии не позволяли точно предсказать длину члена в состоянии эрекции.»
Исследование, опубликованное в декабре 2000 года Международным журналом исследования импотенции, установило, что средняя длина полового члена при эрекции у 50 европейских евреев равна 13,6 см (5,35 дюйма) (при измерении штатными сотрудниками). Цитата: «Цель этого предстоящего исследования виделась в идентификации клинических и прикладных параметров спокойного полового члена для предсказания его размера при наступлении эрекции». Эрекция индуцирована с помощью фармакологических средств у 50 мужчин, которых обследовали по поводу эректильной дисфункции (средний возраст 47±14 лет). Из этого исследования исключили больных с ненормальностями полового члена и тех, у которых эректильная дисфункция могла быть вызвана психологическими причинами[обтекаемое выражение].
В исследовании, проведённом компанией «LifeStyles Condoms», средняя длина полового члена установлена 14,9 см (5,9 дюйма) со стандартным отклонением 2,1 см (0,8 дюйма) (при измерении, выполненном штатными сотрудниками). Цель этого исследования состояла в том, чтобы обеспечить наличие в продаже необходимых размеров презервативов. Группа из 401 студента колледжей выразила желание подвергнуться измерению во время весенних каникул 2001 года в городе Канкун (Мексика). У 300 из них эрекцию вызвали клинически, без помощи медикаментов. При 300 эффективных измерениях это исследование превысило в два раза любое предыдущее исследование, которое включало измерение размера полового члена медицинским персоналом (но эта выборка более представляла студентов колледжа, посетивших г. Канкун и желающих измерения своих половых членов, а не любую группу американских мужчин).

### Длина полового члена мужчины в спокойном состоянии
Одно исследование установило, что средняя длина полового члена в спокойном состоянии равна 8,9 см (3,5 дюйма) (измерено медицинским персоналом).
Длина спокойного полового члена необязательно соответствует длине члена в состоянии эрекции; некоторые небольшие в состоянии покоя половые члены могут увеличиться намного больше, а некоторые спокойные бо́льшие члены не могут значительно увеличиться.
Половой член и мошонка могут непроизвольно сократиться в ответ на холодную температуру или нервозность, выражаясь жаргонным языком, «сморщиться», под действием мышцы, поднимающей яичко.
Такой же фактор действует на велосипедиста или мотоциклиста после длительного давления седлом на промежность и напряжения этого упражнения, вызывающего непроизвольное сокращение полового члена и мошонки, которое иногда называют как «гимнастические шары» или «седельные шары». Неправильное седло может в конце концов вызвать эректильную дисфункцию.

## Другие исследования

### Сравнение с приматами
При сравнении с другими приматами, включая крупных их представителей, таких как гориллы, мужские половые органы заметно крупнее, а половой член длиннее и толще как в абсолютных величинах, так и при относительной величине по отношению к телу.

### Размер полового члена мужчины и реакция женских половых органов
По мнению ряда врачей-сексологов и других исследователей, сформировалось несколько неправильное понимание гетеросексуального полового акта. Так, многие мужчины преувеличивают важность глубокого влагалищного проникновения для стимуляции женщины до оргазма. Наиболее чувствительная область женских половых органов включает в себя наружные половые органы, клитор и часть влагалища, наиболее близкую к наружной части тела, длиной приблизительно 10 см (4 дюйма). Исследование установило, что части клитора простираются в наружные половые органы и во влагалище.
Принимая во внимание, что средний размер полового члена превышает эту длину, большинство половых членов обладают вполне достаточной длиной для того, чтобы удовлетворить своих партнёров. Во время общего влагалищного исследования гинекологам достаточно размеров пальцев для обследования шейки матки. В то время как многие женщины находят стимуляцию шейки матки неприятной или болезненной, другие сообщают, что это основа их оргазма. Шейкой матки иногда неправильно называют своды влагалища, наиболее глубокие точки влагалища, выше и ниже шейки матки, соответственно.
Шейка и свод расположены близко друг к другу, делая возможным непрямую и (или) одновременную стимуляцию между ними. Известно, что свод может являться областью, запускающей оргазм. Испытания показали, что давление, оказываемое в этой области, приводит к очень быстрому смазыванию влагалища.
Область полового ответа в переднем своде названа эпицентром, точкой Т, зоной переднего свода, или точкой G, тогда как задний свод, также названный эпицентром, прямокишечно-маточным углублением, может косвенно стимулироваться путём давления на задний свод.
Во время полового возбуждения влагалище быстро удлиняется до средней длины приблизительно 8,5 см (4 дюйма), но может продолжать удлиняться в ответ на давление.
По мере того, как женщина становится полностью возбуждена, влагалище простирается (увеличивается в длину и ширину на 2/3), тогда как шейка оттягивается.
Стенки влагалища включают мягкие эластические складки слизистой кожи, которые растягиваются или сжимаются (при помощи мышц таза) до размера полового члена.
Это означает, что при соответствующем половом возбуждении влагалище растягивается и сжимается для того, чтобы соответствовать любому размеру полового члена, будь он небольшой или крупный.

### Влияние внешней среды на размер полового члена
Высказано предположение, что различия в размере половых членов между индивидами вызывается не только наследственностью, но также факторами окружающей среды (культурой, диетой, воздействием химических веществ/загрязнением окружающей среды). Эндокринные нарушения после воздействия химических веществ (среди многих других проблем) связаны с деформацией половых органов у обоих полов. Химические вещества как синтетического (например, пестициды, антибактериальный триклозан, пластификаторы для пластиков), так и природного происхождения (химические вещества, находимые в масле чайного дерева и масле лаванды), связаны с различными степенями эндокринных нарушений. Пластификатор диэтилгексилфталат, применяемый для производства ПВХ, связан с малым размером полового члена. Концентрации продуктов метаболизма диэтилгексилфталата, определённые в крови беременных женщин, были существенно связаны с уменьшением ширины полового члена, укорочением расстояния между половыми органами и задним проходом, неполным опусканием яичек у их новорождённых сыновей, повторяя эффекты, отмеченные в опытах на животных. Приблизительно 25 % женщин США имеют уровни фталатов, подобные тем, которые в этом исследовании.

### Размер полового члена и использование презервативов
Разрыв надетого на член презерватива стал предметом нескольких исследований. 92 моногамные гетеросексуальные пары в возрасте от 18 до 40 лет для женщин и 18-50 лет для мужчин были включены в предстоящее изучение презервативов Дюрекс-Рамзес. При каждом половом сношении вёлся дневник, который включал сведения о применении презерватива, его разрыве и соскальзывании. Во Франции телефонное обследование 20 000 случайных индивидов вовлекло 4 500 человек, активных в половом отношении, из которых 731 человек пользовались презервативом в предыдущий год и 707 человек предоставили информацию о трудностях их применения. В исследовании в Австралии, в котором 184 мужчины использовали 3658 презервативов, кроме прочих вещей учитывался размер полового члена как фактор для разрыва и соскальзывания презерватива.
Хотя наиболее распространённый тип презервативов произведён из латекса и способен сильно растягиваться, они чувствительны к сухому трению (например, к сухому движению трения при фрикциях, когда приложено сильное давление или отсутствуют гладкие смазанные движения), равно как и к другим ошибкам их применения. В отдельном исследовании, например, у людей, практиковавших анальный секс, разрыв презерватива был больше связан с избыточным трением (в этом случае, в результате применения недостаточного количества смазки), чем непосредственно с размером полового члена. Частота разрыва презерватива при их правильном применении составила 1,34 %, а соскальзывание составило 2,05 %, при общей частоте неудач, равной 3,39 %. Размер полового члена не влиял на соскальзывание, но окружность члена и разрыв презерватива в сильной степени были связаны — при более крупных размерах возрастал процент разрывов.
В настоящее время проблема размеров презервативов представляется надуманной. Так, в СССР производились презервативы трёх размеров: № 1, № 2, № 3, которые различались по размеру. Презерватив с размером № 1 постепенно был вытеснен из продажи, так как не пользовался спросом — предположительно из-за нежелания мужчин признаваться в самом маленьком размере. Презерватив № 3 вытеснен из производства по причине нежелания плановой экономики излишне тратить резину. В ходу оставалось «изделие № 2» — и он был 54 мм в ширину и 180 мм в длину, что соответствует европейскому размеру XXL. Материалом производства была резина. В настоящее время презервативы производятся чаще всего из латекса, из резины же не производятся вообще. Поскольку латекс имеет свойство значительно растягиваться, в отличие от резины, вопрос о размере презерватива, скорее всего, номинальный.

## Предельные размеры. Микропенис
Бульварная пресса разных стран неоднократно писала о претендентах на обладание самым длинным половым членом. В частности, мексиканец Роберто Эскивель Кабрера утверждал, что длина его члена составляет 18,9 дюйма (48 сантиметров), однако этой длины он добился сам, с юности привешивая к органу тяжести. В качестве обладателя аномально большого члена (13,5 дюймов = 34,3 см) также привлёк к себе дополнительное внимание американский актёр Джона Фэлкон, у которого, однако, как утверждается, это естественная длина. Эта величина органа соответствует максимальной величине, зафиксированной около 1900 года медиком Робертом Л. Дикинсоном, обследовавшим половые органы множества американцев.

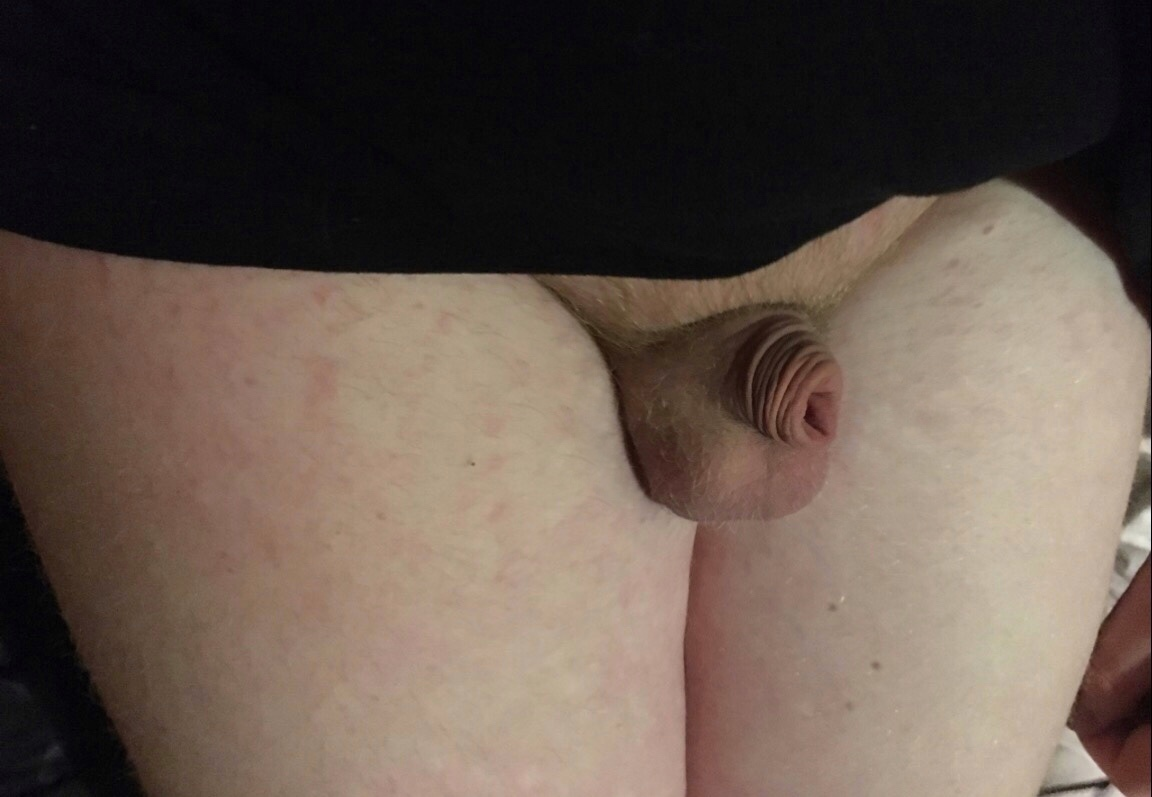
Фотография микропениса

Взрослый половой член в эрегированном состоянии при длине менее 7 см или чуть длиннее 2 дюймов, но в остальном отношении сформированный нормально, врачи диагностируют как «состояние микропениса». Некоторые определяемые причины состоят в недостатке гормона роста гипофиза и/или гонадотропных гормонов, умеренные степени нечувствительности к андрогенам, разные генетические синдромы и вариации в определённых гомеобоксах генов. В раннем детстве некоторые типы микрополового члена можно решить с помощью лечения гормоном роста или тестостероном.
Новость от 6 декабря 2004 г. в «Нью Сайентисте» гласит «Новая хирургическая методика позволила мужчинам с ненормально короткими половыми членами насладиться полной половой жизнью и мочиться стоя, некоторым впервые в их жизни. Крошечные „микрополовые члены“ увеличивались до нормального размера без потери эрогенного ощущения, говорят врачи из Соединённого Королевства».

## Увеличение размера полового члена

### Историко-культурологический обзор
В разных культурах на протяжении всей человеческой истории разрабатывались разные способы увеличения полового члена. Например, Даосские сексуальные практики включают в том числе и техники увеличения длины полового члена. Даосы утверждают, что через месяц или два старательно выполняющий все упражнения мужчина может удлинить член на 1-2 см.

### Хирургическое увеличение размера полового члена
Современная цивилизация сделала возможным хирургическое увеличение члена. В урологической литературе многие годы описывают хирургические методики по увеличению размера полового члена (усиливающая фаллопластика) — удлинение полового члена и расширение его (увеличении окружности).
Существует два основных пути увеличить размер полового члена:
- Удлинение полового члена хирургическим путём включает высвобождение пращевидной связки полового члена и подвешивающей связки, которая прикрепляет два эректильных тела к лобковой кости[62][неавторитетный источник]. Когда эти связки рассечены, часть тела полового члена (обычно удерживаемая внутри тела мужчины) выпадает вперёд и простирается, удлиняя член на 2—3 см. Такая операция называется лигаментотомия, проводится под общим наркозом.
- Расширение полового члена с помощью введения в него полиметилметакрилата. Этот метод включает введение в половой член и мошонку силикона, полиметилметакрилата и других материалов для достижения увеличения окружности[63][неавторитетный источник].

Типичными осложнениями пластики являются: грубые рубцы, «собачьи уши» на мошонке и т. д.

## Восприятие размера полового члена

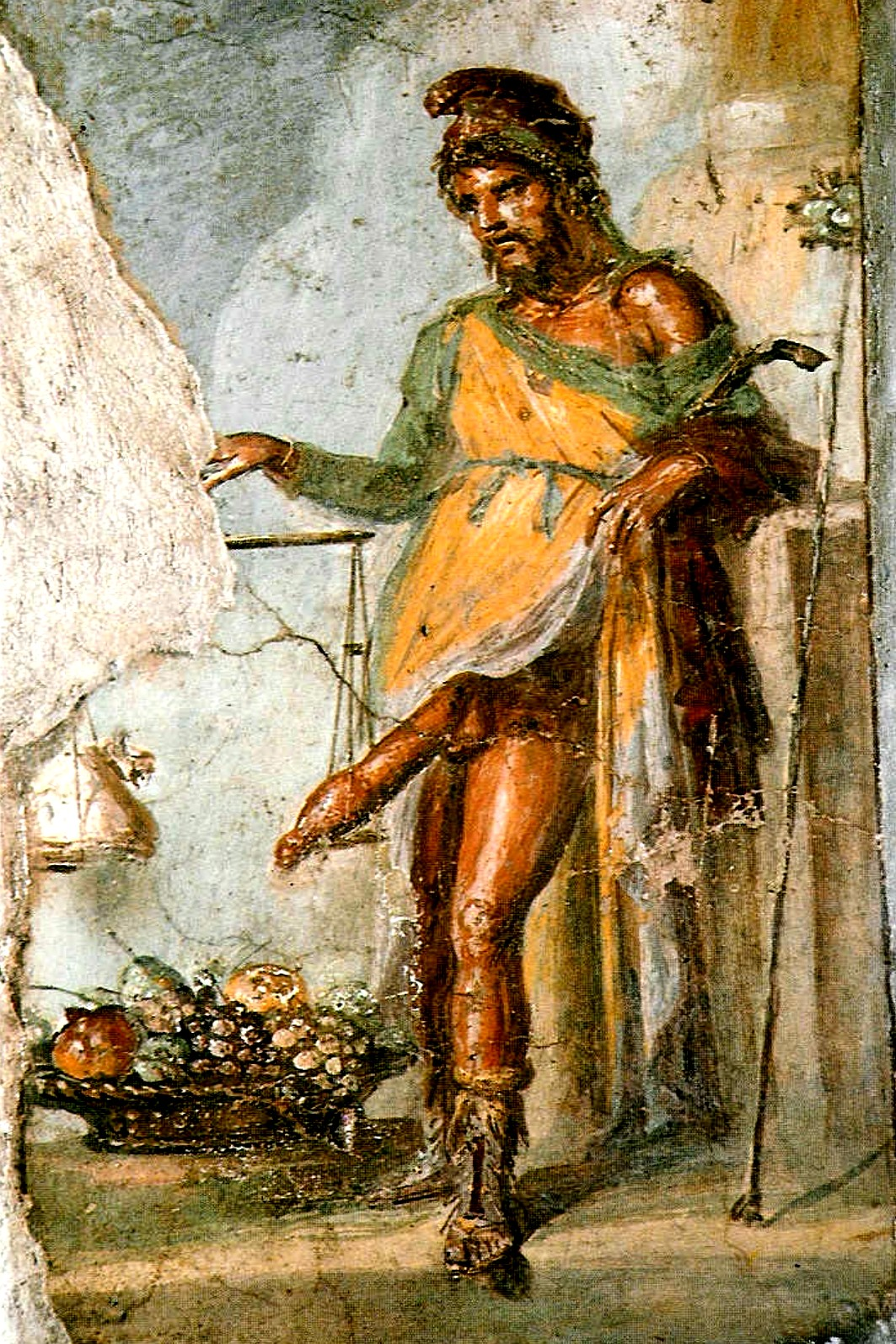
Фреска Приапа из Помпеи. Фреска изображает Приапа, взвешивающего свой эрегированный половой член, положив на вторую чашу весов мешок золота

### Восприятия в истории
Жители древнего Рима обожали крупный половой член Приапа, относясь, однако, к нему с иронией. В искусстве древней Греции обычно изображали мужские половые органы меньшего размера, чем те, которые можно было бы ожидать для величины этого мужчины. Искусство Возрождения следовало этой традиции; можно отметить статую Давида работы Микеланджело. Согласно фундаментальному исследованию Кеннета Довера «Греческая гомосексуальность», греческое искусство имело большой интерес к половым органам, но не было одержимо их размером.
Еженедельная колонка вопросов и ответов «Стрейт Доуп» в чикагской газете, основываясь на греческом порнографическом произведении искусства и на вышеупомянутой работе Довера, делает вывод о том, что в культуре Древней Греции необрезанный и небольшого размера половой член у мужчины рассматривался как желаемый, тогда как большего размера или обрезанный половой член воспринимался как комический или обезображенный (по крайней мере, по высокомерным взглядам), обычно наблюдаемый на «богах плодовитости, полуживотных существах, таких как сатиры, на уродливых стариках или на варварах».
Радио СиБиСи, основываясь на нескольких источниках, предположило, что древние римляне обладали противоположной точкой зрения, чем древние греки. То же самое было в средневековой арабской литературе, где отдавали предпочтение более длинному половому члену. В качестве остроумной сатиры на эти предпочтения, афро-арабский автор Аль-Джахиз писал: «Если бы длина полового члена была признаком высокого происхождения, то тогда мул принадлежал бы к (уважаемому племени) Курайш».

### Современные восприятия и половое предпочтение
Мужчины могут недооценивать размер своих собственных половых членов по сравнению с членами других по причине ракурса, получаемого при взгляде вниз, а также из-за накопления жира у основания полового члена. Обследование, проведённое сексологами, показало, что у многих мужчин, которые полагали, что их половые члены имели ненормальный размер, они оказывались вполне средних размеров. Другое исследование установило, что полезным и успокаивающим для пациентов может быть обучение правильным измерениям полового члена, так как большинство из них обладали неправильными взглядами в этой области.
Одной из острых дискуссий является то, какие же размеры половых членов предпочитают сами женщины.
- Согласно исследованию 2015 года, для краткосрочных отношений женщины предпочитают член в эрегированном состоянии длиной 16,3 см и окружностью 12,7 см, а для долгосрочных отношений — длиной 16,0 см и окружностью 12,2 см[70].
- Обследование 2005 г., проведённое в Интернете, охватившее 52 031 гетеросексуальных мужчин и женщин, установило, что только 55 процентов мужчин были удовлетворены размерами своих половых членов, тогда как 85 % участвовавших женщин сказали, что они «очень удовлетворены» размерами половых членов своих партнёров. И только 6 % женщин определили размеры членов своих партнёров меньше среднего[71]. В том же обследовании 70 процентов женщин выразили неудовлетворённость своими молочными железами, тогда как большинство мужчин (56 процентов) были удовлетворены молочными железами своих партнёрш. При этом только 20 процентов мужчин хотели видеть у своих партнёрш более крупные груди[72][73][74].

- Исследование «Женское здоровье», опубликованное медицинским центром университета Бостона, обследовало предпочтения женщин относительно размера полового члена и пришло к выводу, что более важный фактор проведения половой стимуляции скорее ширина, а не длина[13]. Такие же результаты содержатся в заглавной статье, опубликованной в Psychology Today, когда были обследованы 1500 читателей (из которых 2/3 — женщины) по вопросу внешнего вида мужчины[75][76]. Большинство этих женщин не придавали особенное значение размеру полового члена, а более 71 % полагали, что мужчины преувеличивали важность размера полового члена и его форму.
- По данным другого исследования, в целом, женщины беспокоятся больше о ширине полового члена, чем сами мужчины. Женщины меньше обращают внимание на его длину. Причина номер один, почему женщины предпочитали более толстый половой член, заключалась в том, что таковой больше удовлетворяет во время полового сношения. Сделано предположение, что более широкий половой член предоставляет больше фрикций в области клитора, тогда как более длинный половой член достигает области, которая менее чувствительна к половой стимуляции. Та же самая статья отмечает, что выявлена сильная корреляция с тем, что женщины, оценивавшие себя как более привлекательных, были особенно озабочены размером полового члена. Среди женщин, описывавших себя как «более привлекательные, чем в среднем», 64 процента сильно или умеренно беспокоились о ширине полового члена, а 54 процента беспокоились о его длине. Женщины, которые оценивали свой внешний вид как средний, на 20 процентов меньше остальных обращали внимание на размер.
- В другом исследовании, проведённом в больнице университета Гронингена, опрошены 375 женщин, активных в половом отношении (в частности, они недавно родили), о важности размера полового члена. Заключение гласило: «Хотя явно в меньшинстве, тем не менее значительный процент опрошенных женщин придавал значение размеру мужских половых органов»[77].
- Исследование, проведённое университетом Утрехта, установило, что большинство мужчин-гомосексуалов, охваченных исследованием, рассматривали более крупный половой член как идеальный, а обладание таким прямо связывали с самоуважением[78].

Исследователями также отмечается, что термин «королевский размер» — это жаргонная терминология в лексиконе лиц (любого пола), предпочитающих более крупный, чем в среднем, половой член у своего полового партнёра.

## Массовая культура о размере полового члена мужчины
Интерес к половому члену большего размера привёл к возникновению рынка услуг по его увеличению. Существуют сотни компаний, пытающихся убедить мужчину в том, что его половой член неправильных размеров или ненормальной формы, что мужчина нуждается в большем члене. Однако в разных ракурсах и положениях половой член будет выглядеть крупнее или меньше. Нормальны и функциональны половые члены разных размеров и формы, с естественным изгибом или кривизной. Размер полового члена, половая озабоченность, в целом, привели к появлению таких товаров, как вакуумные помпы, таблетки и другие сомнительные средства по увеличению размера, ставших наиболее продаваемыми товарами в спамовой почте.
Средства массовой информации приравняли размер полового члена мужчины к его физической и половой силе. Более того, восприятие обладания крупным половым членом связывают с большим чувством собственного достоинства.
Широко распространённая личная озабоченность о размере полового члена привела к ряду народных выражений и отражений в массовой культуре. Это, в том числе, мнения, что размер полового члена любого мужчины возможно предсказать по виду размеров других частей его тела, таких как кистей рук, ступней, носа, высоты. Предположенная связь между размером полового члена, размером ступни и ростом тела исследовалась в относительно небольших группах. Два из подобных исследований предположили существование связи между размером полового члена и размером ступни, тогда как более позднее сообщение опровергло такие наблюдения. Одно из исследований, предполагавших о существовании такой связи, основывалось на индивидах, самих измерявших размер своего полового члена, которое может быть неточным. Второе исследование нашло статистически значимую, хотя и «слабую» корреляцию между размером растянутого полового члена, размером ступни и высотой.
Возможное объяснение этим наблюдениям видится в том, что развитие полового члена у эмбриона контролируют гены Hox (в особенности, HOXA13 и HOXD13), те же самые, которые контролируют развитие конечностей. Мутации некоторых генов Hox, которые контролируют рост конечностей, приводят к нарушению развития половых органов (синдром кисть — ступня — половые органы). Однако наиболее последние исследования не смогли найти доказательство связи между размером обуви и размером полового члена. Принимая во внимание огромное количество генов, которые контролируют развитие формы тела человека, и действия гормонов во время детства и отрочества, представляется маловероятным, чтобы можно было точно предсказывать размер полового члена путём измерения различных частей человеческого тела. Другие исследования, связывающие размер полового члена мужчины с другими факторами, дали интригующие результаты. Особенно в одном исследовании, анализирующем самосообщаемые данные Кинси, установлено, что гомосексуальные мужчины статистически обладали более крупными половыми членами, чем их гетеросексуальные соплеменники. Одно возможное объяснение видится в различном воздействии андрогенных гормонов в развивающемся эмбрионе. Мнение автора исследования также в том, что это указывает на склонность людей обеих половых ориентаций к преувеличению.